# アウトフォクシーズ
『アウトフォクシーズ』 (The Outfoxies) は、1995年3月にナムコから発売された対戦アクションゲーム。使用基板は『マッハブレイカーズ』でも使用されたNB-2。
タイトル画面には「©1994 NAMCO LTD.」という表示があるが、これは開発およびロケテストが1994年に行われた事による。
現時点で他機種への移植は行われていない。PlayStationで発売予定はあったが後にキャンセルされている。

## ストーリー
アクメ氏と名乗る謎の人物の依頼により、敏腕な7人の殺し屋たちの手によって、世界を代表する7人の美術鑑定家たちが殺害された。アクメはさらに7人の殺し屋たちそれぞれに、巨額の報酬を約束する代わりに他の6人の殺し屋を暗殺するよう指示を出した。殺し屋たちは報酬と己の威信を賭けて命がけのバトルロイヤルを開始する。

## ルール
7人の殺し屋たち（正確には大人5名、双子1組、猿1匹）から操作する殺し屋を1人選び、他の6人を1人ずつ殺していく。相手の体力ゲージを空にするか、時間切れの時点で体力が多く残っている方が勝者となる。
素手による攻撃も行えるものの威力が非常に低いため、ステージ内に落ちている様々な武器を拾って使いこなすことが重要となる。持っている武器はダメージを受けると落としてしまう。
また、各ステージには固有の仕掛けやトラップがあり、これらに対しても気を配る必要がある。時間経過やオブジェクトの破壊によって地形が大きく変化する場合もある。
一般的な対戦格闘ゲームと同じように、片方がCPU戦をプレイしている最中にもう片方が必要なコインを投入しスタートボタンを押すことで乱入対戦も可能。
対戦時には相手と同じキャラクターを選ぶことができないため、同キャラ対戦というものは存在しない。

## 登場人物

### プレイヤーキャラクター
ジョン・スミス (John Smith)
ベビーシッターから革命の指導者まで報酬のためなら仕事を選ばない男。在日占領軍士官の息子としてヒロシマに生まれ、禅の奥義を学んだ。隻眼で、ジャンパーの下に赤いダルマがプリントされたTシャツを着ている。
7人のプレイヤーの中では特に秀でた能力はないが、全ての行動をそつなくこなせる。入門用のキャラクター。
ライバルを始末すると、「DONE」（済）と描かれた札をモニターに貼り付けていく。
- 年齢 38歳
- 身長 5フィート11インチ
- 体重 177ポンド

ベッティ・ドー (Betty Doe)
「20世紀最も成功した女性実業家」の一人。貧民窟で飢えに震えた少女時代から、全米3位の個人所得を誇る現在までを、他人の血にまみれた手で這い登った。
ほとんど隙の無い動作の素早さに加え、射撃の腕は他の殺し屋の追従を許さない（弾道にズレがほとんどなく狙った通りに真っ直ぐ飛んでいく）。しかしその反面でジャンプ力、移動速度にやや劣る。
ライバルを始末すると、律儀にモニターのスイッチを切る。
- 年齢 33歳
- 身長 5フィート2インチ
- 体重 95ポンド

バーナード・ホワイト (Bernard White)
元米国中央情報部のエージェント。人間以外の動物はゴキブリすらも殺すのを嫌がるナチュラリストである反面、人を殺す事に何の罪悪感も感じない危険人物。現在、素手による大量殺人の世界記録を更新中。スキンヘッドで片腕が義手になっている黒人の巨漢。
体が大きいだけに標的となりやすいが、ダメージ耐久力が非常に高い。元々持っている怪力に義手が相まって、素手の攻撃力が飛びぬけて高いのも特長。また、各種銃器やロケットランチャーを撃った際の弾道が安定しておりズレがほとんど無いのも利点。ただし、前述で記した通り体格が大柄すぎるので、姿勢の低い相手に対して銃撃をする際はそこを含めて位置取りを考慮しなければならない（小柄な相手には銃弾が頭上を通り抜けられやすいことなど）。
ライバルを始末すると、義手を付けた豪腕でモニターを破壊してしまう。
- 年齢 36歳
- 身長 7フィート1インチ
- 体重 298ポンド

イヴ (Eve)
金のために始めたポルノ女優の仕事から、さらに儲かる盗賊へ、果ては高額で雇われる殺し屋へと転身を繰り返す。パンクスの服装をして、トカゲを飼っている。
足が早くジャンプ力も高いが、その分レスポンスはやや悪い。
背中に背負ったトカゲは、敵の弾を一回だけ防ぐバリアーの役目を果たす。一回防ぐと落下し、独立して勝手に動くようになり、落ちているグレネードに着火して持ち歩く。イヴの所に戻ると、もう1度背中に乗る。
ライバルを始末すると、モニターを銃撃する。
- 年齢 29歳
- 身長 5フィート5インチ
- 体重 111ポンド

プロフェッサ・チン (Professor Ching)
第2次大戦中「東洋のアインシュタイン」と呼ばれた天才理学・工学博士。殺しのために極めた中国拳法が長寿と健康に結びつき、現在82歳。自らが設計・開発した合金製の暗殺用車椅子に乗り込んで戦うが、チン本人は五体満足である（あくまでも暗殺任務に用いるために開発したもの）。
前述で記した独自の合金製車椅子が特徴で、その車椅子の背もたれは合金製のおかげで背後からの弾丸を寄せ付けず、直線上の走行速度が全キャラクター中最も速い。さらに車椅子のアームのおかげでロケットランチャーがブレ無しでまっすぐ飛ぶ。
その反面、走行時の急停止が苦手だったりと動きに癖が強く、小回りが利きにくい難点を持つ。また、背後からの弾丸は受け付けないと言っても密着距離での射撃や爆風、火炎放射の炎は防げない。加えて本人自身は中国拳法の達人で健康体の五体満足であるものの、さすがに老体であるため、（アームのおかげでブレのないロケットランチャー以外の）射撃と投擲の腕もあまり良くない。
ライバルを始末すると、モニターをハッキングして「DISPOSED」（始末済）とキーボードで入力する。
- 年齢 82歳
- 身長 5フィート2インチ
- 体重 100ポンド

ドゥイーブ (Dweeb)
バナナのために人を殺す世界唯一のサルの殺し屋。タキシードを着込んでいる。あらゆる武器を使いこなすだけでなく、金を数えることもできる。
小さな体は敵の攻撃を受けにくい。加えて移動速度やジャンプ力もかなりのもの。
しかし射撃が非常に下手で、銃の弾道が極端にズレる（ただし、それを逆に利用した戦い方もできる）。またダメージ耐久力も低め。
ライバルを始末すると、チャンネルを切り替えて子供向け番組に変えてしまう。
- 年齢 10歳
- 身長 2フィート9インチ
- 体重 62ポンド

ダニー&デミ (Danny & Demi)
発狂した生理学者の研究所で生まれ、実験用のハムスターたちと一緒に檻の中で育てられた双子。拳銃やナイフなどの「おもちゃ」で、知らないおじさんたちと戦争ごっこをするのが何よりも好き。男の子がダニーで、女の子がデミ。
全般的に能力が低いが（特にダメージ耐久力の低さは顕著）、使用中のもの以外にも、武器を1つストックすることができる（2人で1つずつを持つ）という特長を持つ。また、子供故に身長も低いおかげで姿勢が低く、上下の当たり判定が小さ目なのも利点。優勢時にダッシュをすると2人で笑う特徴がある。
ライバルを始末すると、緑のクレヨンでモニターに落書きする。
- 年齢 11歳
- 身長 4フィート3インチ（ダニー）、4フィート4インチ（デミ）
- 体重 77ポンド（ダニー）、78ポンド（デミ）

### 最終ボス
ミスター・アクメ (Mr. Acme)
大金持ちの美術商で、今回の事件の首謀者。夫婦で行動しており、実際に主導しているのは妻のアクメ夫人（肥満体の中年女性）。世界的に知られる美術商だが、裏では贋作を売りさばいて莫大な利益を得ている。
7人の美術鑑定家と結託し贋作を売却するが、協力した鑑定家を全員殺し屋たち（プレイヤー）を雇って殺害させた。その後、今度は雇った殺し屋たち（プレイヤー）全員に成功報酬をかけて互いに殺し合わせ、その報酬を餌に、生き残った最後の一人を自邸に呼び出し罠に嵌めて始末しようと計画している（つまり、今回の事件に関わった人間を排除し、殺し合わせた後、残った1人を自ら殺すことで証拠隠滅をしようと目論んだ）。
ゲーム中では、最終ステージに登場するCPU専用キャラクターで、本作の最終ボス。ミスター・アクメの体力ゲージは最終局面まで減らず、タイムアップまでにアクメ夫妻の乗るヘリコプターを破壊できず逃してしまうとプレイヤー側の死亡が確定する。
倒されると、まずミスター・アクメが落下。彼が起き上がろうとしたところにアクメ夫人が落下してきて潰され、最後にヘリコプターによって夫婦もろとも潰され、圧死する。アクメ夫妻を倒した殺し屋（プレイヤー）はその莫大な報酬を得てハッピーエンドを迎える。
殺し屋を始末した場合は、シルエットで大笑いする姿を見せ、バッド（あるいはデッド）エンドとなる。
- 年齢 不詳
- 身長 不明
- 体重 不明

## ステージ
CPU戦では、対戦するCPUに対応するステージで戦う。対戦では、豪邸以外の7ステージからランダムに選択される。
ビル
最初は屋上から始まるが、ある程度時間が経つと戦闘開始時にCPU(2P)側が仕掛けた爆弾によって屋上のヘリコプターが爆発し、ビルの床を崩して少しずつ落ちてゆく。これに伴って戦場が徐々に下がってゆく、バリエーション豊かなステージ。爆発後の落下していくヘリに潰された際のダメージは、地形トラップだけでなく武器を含めてもこのゲーム中で最大の威力。
食べ物（パイ、熱いスープ、フルーツバスケット）が武器として使用可能。
CPU戦ではジョン・スミスと戦う。
水族館
非常に広く、遮蔽物が少ないステージのため、射撃の正確なキャラクターに有利。水槽に落ちると動きにくくなるだけで、その時点では特にダメージはないが、水中にいるサメやピラニアに噛みつかれるとダメージを受ける。泳いで床の上に上がることで復帰できる。時間が経つと戦闘開始時にCPU(2P)側が仕掛けた爆弾によって画面中央に展示されている鯨の模型が落下し、床が浸水してゆき、サメやピラニアが解放されると共に行動範囲が徐々に狭くなってゆく。
CPU戦ではベッティ・ドーと戦う。
列車
横に非常に広く、高さがほとんどない。初期武器が中央、追加武器が右側に集中しており、列車から落ちるとダメージを食らった後に必ず左側から復活するため（手動式トロッコで運んでくる）、位置取りが重要となる。後半ではトンネルを通り、列車の屋根の上が狭くなる上にそのトンネルの屋根に頭をぶつけてしまうとダメージを受けてしまうため、そこでの闘いは困難になる。
石炭が武器として使用可能。
CPU戦ではバーナード・ホワイトと戦う。
サーカス
トランポリンや空中ブランコ、猛獣などの仕掛け満載なステージ。猛獣から攻撃される（虎に噛みつかれる、象に踏まれる）とこちらもダメージを食らう一方で、その猛獣のうち虎はこちら側も攻撃することで殺すことが可能だが、象だけはどんなに攻撃しても殺すことができない。終盤に登場する人間大砲は、このゲームに登場する武器の中ではロケットランチャーを上回るゲーム中最大の破壊力を誇る（ただし弾数〈発射できる人員〉に制限あり。また地形トラップを含めたら威力の高さはビルステージの落下していくヘリに次いで2番目となる）。
また、このステージに登場するガンにはおもちゃの偽物が混じっており（旗や水が出る仕掛けがある）、撃ってみるまでわからない。
CPU戦ではイヴと戦う。
兵器工場
床の大半がベルトコンベアとなっており、プレス機やプレイヤーを溶鉱炉に放り込むアームなどダメージトラップが多い。このステージは後半になっても地形変化などのイベントは発生しない。
ベルトコンベアを流れる部品は最後の工程まで進むと武器に変化する（ミサイルは完成すると爆発する投擲武器になり、ガンは複数個木箱に梱包された状態で出現する）。
CPU戦ではプロフェッサ・チンと戦う。
飛行機
様々な軍需物資が積まれている輸送機で、狭く複雑に入り組んだステージ。操縦席を操作することでステージ全体の傾きを任意に変更できる。機内の特定位置に配置されている機銃座を武器として使用可能で、弾数は無制限だが撃ち続けるとオーバーヒートしてしばらく撃てなくなってしまう。後半は操縦席が落雷の直撃を受けて破壊され、強い傾斜の中での戦闘となる。飛行機から落ちた場合はダメージを受けるものの、ヘリコプターに掴まって戻ってくる。
CPU戦ではドゥイーブと戦う。
クルーザー
狭く入り組んでいる上、常に揺れ続けているステージ。左右の端は開けており、どんどん武器が流れ着く。このステージは一度に画面上に存在できる武器が5つまでになっており、前述の武器がどんどん流れ着く特徴と組み合わせれば、「使いたい武器が出るまで海に武器を捨て続ける」戦法をとることもできる。
CPU戦ではダニー＆デミと戦う。
豪邸
CPU戦の最終ステージ限定。ミスター・アクメの住む豪邸。侵入者を撃退する様々な警備システムの妨害をかい潜ってアクメ夫妻を追いかける必要がある。
最終段階では屋上でアクメ夫妻の乗るヘリコプターをスペシャルロケットで破壊し切る必要がある。

## 武器
ガン
装弾数：7
オートマチック拳銃。タイミングと弾道によっては連続HITし、その威力は絶大。弾切れ後も投擲武器として使える（各銃器共通）。
マシンガン
装弾数：80
1発の威力は低いが障害物などに追い詰めることで連続HITを狙える。また、連射中にレバーを上下に入れることにより弾幕を張ることもできる。
グレネード
手榴弾。ピンを抜いて使用するとカウントが表示され7から0になると爆発する（実時間にして約3秒）。爆風は自身も巻き込む。最終ボスのアクメ夫人も使用する。
ロケットランチャー
装弾数：3
反動の隙が大きく爆風の危険もあるが大ダメージを狙える。
最終ステージに登場するものは「スペシャルロケット」となっており装弾数が無限になっている。
ソード
日本刀。障害物越し・上の階の敵に床越しに突くことができる。
近接攻撃だけでなく攻撃ボタンを押しつづけることで弾を防げるが、防ぎすぎると折れる。
ウィップ
鞭。攻撃力は低いが消耗なし。ソード以上にリーチが高い。打つタイミングによっては銃弾を叩き落とせる。
破壊されることはないが、ムチで叩かれた相手の無敵時間は、他の武器より長めに設定されている。
火炎放射器
HITすると敵が火に巻かれて、のた打ち回る。その敵に触れると自分にも燃え移る。床などに点火して、相手を足止めさせることも可能。
この武器だけは絶対にブレることはない（必ずまっすぐ発射される）。
木箱
中に武器や鮫など障害物が入っているが投擲武器として使用可能。
投げてHITさせると敵は目隠し状態になる。
床を滑らせて投げることもできる。
その他、各ステージに落ちているオブジェクトが武器として使用できる場合あり。